# Reiley McClendon
Eric Reilly McClendon II (Baton Rouge, 11 maart 1990) is een Amerikaans acteur.

## Biografie
McClendon werd geboren in Baton Rouge maar groeide op in Roseland (Californië). McClendon heeft de high school doorlopen aan de Grace Brethren High School in Simi Valley en haalde in 2007 zijn diploma. Hierna ging hij informatica studeren aan de universiteit van Californië in Irvine (Californië).
McClendon is sinds 10 juni 2011 getrouwd.

## Filmografie

### Films
Uitgezonderd korte films.
- 2021 The Man from Nowhere - als Billy
- 2019 Christmas in July - als Daniel
- 2017 Time Trap - als Taylor
- 2016 Shangri-La Suite - als jaren '50 Elvis
- 2016 Tell Me How I Die - als Doug
- 2016 The Perfect Daughter - als Sam Cahill
- 2015 If I Tell You I Have to Kill You - als Michael
- 2014 Outpost 37 – als Andros
- 2012 The Mine – als Brad
- 2010 Dirty Girl – als Mike
- 2009 Accused at 17 – als Chad Voyt
- 2009 Safe Harbor – als Luke
- 2008 The Flyboys – als Kyle Barrett
- 2008 Danny Fricke – als Tim Quinn
- 2006 The Elder Son – als Nikita
- 2006 Lenexa. 1 Mile – als Joey Hickey
- 2006 Southern Comfort – als ??
- 2005 The Nickel Children – als Nolan
- 2005 Buffalo Dreams – als Josh Townsend
- 2003 Eddie's Million Dollar Cook-Off – als DB
- 2003 Gentle Ben 2: Danger on the Mountain – als Mark Wedloe
- 2002 Gentle Ben – als Mark Wedloe
- 2001 Pearl Harbor – als jonge Danny
- 2000 The Kid – als Mark
- 2000 Fail Safe – als zoon van kolonel Jack Grady
- 2000 Another Woman's Husband – als jongen in zwembad
- 2000 Danny and Max – als Danny

### Televisieseries
Uitgezonderd eenmalige gastrollen.
- 2015 - 2017 Hey You, It's Me - als Brody - 3 afl.
- 2016 Days of our Lives - als Dirk - 4 afl.
- 2013 - 2014 The Fosters - als Vico - 8 afl.
- 2005 – 2006 Just Legal – als Tom Ross – 5 afl.

- Bibliothèque nationale de France: cb16979235c (data)
- International Standard Name Identifier: 0000 0004 5123 7016
- Virtual International Authority File: 316875038